# Myiopharus atra
Myiopharus atra là một loài ruồi trong họ Tachinidae.